# 陽光運動公園站
陽光運動公園站位於台灣新北市新店區安和路上，為新北捷運安坑輕軌的捷運車站。

## 歷史
- 2023年2月10日，本站随安坑轻轨的通車而启用[1][2]。

## 車站構造
側式月台兩座。

### 月台配置
| 地上 二樓 | 側式月台，右側開門 | 側式月台，右側開門                          |
| 地上 二樓 | 一月台             | ← 安坑輕軌 往雙城／終點站方向（K06 安康站） |
| 地上 二樓 | 二月台             | 安坑輕軌 往十四張方向（K08 新和國小站） →   |
| 地上 二樓 | 側式月台，右側開門 |                                             |
| 地面      | 出入口             | 電扶梯、殘障電梯                            |

## 車站出入口
| 出入口                      | 圖片 | 位置           |
| --------------------------- | ---- | -------------- |
| 出入口1                     |      | 安和路二段西側 |
| 出入口2                     |      | 安和路二段東側 |
| 註： 設有電梯 \| 設有手扶梯 |      |                |

## 車站周邊
- 陽光運動園區
- 新北市公共自行車租賃系統 輕軌陽光運動公園站

## 轉乘資訊
站牌名為《輕軌陽光運動公園站》原柴埕里
| 編號      | 經營業者 | 區間                           | 備註 |
| --------- | -------- | ------------------------------ | ---- |
| 8         | 臺北客運 | 捷運新店站(新店路)－捷運景安站 |      |
| 202       | 指南客運 | 新店－捷運國父紀念館站         |      |
| 202區間車 | 指南客運 | 錦繡－臺北科技大學             |      |
| 208       | 指南客運 | 新店－大直                     |      |
| 208直達車 | 指南客運 | 大直－新店                     |      |
| 208區間車 | 指南客運 | 新店－公館                     |      |
| 248       | 指南客運 | 錦繡－民生社區                 |      |
| 576       | 欣欣客運 | 新和國小(新和街)－天山公園     |      |
| 624       | 臺北客運 | 新店－西門                     |      |
| 897       | 指南客運 | 景文科技大學－板橋             |      |
| 897區間車 | 指南客運 | 景文科技大學－捷運景安站       |      |
| 905副線   | 指南客運 | 錦繡－民生社區                 |      |
| 913       | 新店客運 | 錦繡山莊－松山機場             |      |
| 935       | 新店客運 | 錦繡山莊－臺北市政府           |      |
| 橘1       | 指南客運 | 錦繡－捷運景安站               |      |
| 橘9       | 指南客運 | 錦繡－雙和醫院                 |      |

## 外部連結
- 安坑輕軌路線圖-新北大眾捷運股份有限公司 （页面存档备份，存于）
- 安坑輕軌K07陽光運動公園-新北大眾捷運股份有限公司 （页面存档备份，存于）